# Венегоно-Суперіоре
Венегоно-Суперйоре, Венеґоно-Суперйоре (італ. Venegono Superiore) — муніципалітет в Італії, у регіоні Ломбардія,  провінція Варезе.
Венегоно-Суперйоре розташоване на відстані близько 520 км на північний захід від Рима, 39 км на північний захід від Мілана, 10 км на південний схід від Варезе.
Населення — 7277 осіб (2014).
Покровитель — святий Юрій.

## Демографія
Населення за роками:

Станом на 1 січня 2023 року в муніципалітеті офіційно проживав 321 іноземець з 48 країн, серед них 64 громадяни країн Євросоюзу та 30 громадян України.

## Сусідні муніципалітети
- Бінаго
- Кастільйоне-Олона
- Ведано-Олона
- Венегоно-Інферйоре